# Jurinella reducta
Jurinella reducta là một loài ruồi trong họ Tachinidae.